# Ramecourt, Pas-de-Calais
Ramecourt là một xã trong tỉnh Pas-de-Calais, vùng Hauts-de-France, Pháp.

## Địa lý
Ramecourt là ngoại ô của Saint-Pol, cự ly 25 dặm (40 km) phía tây Arras, tại giao lộ của các tuyến đường D101 và D102.

## Dân số
| 1962                                                              | 1968 | 1975 | 1982 | 1990 | 1999 | 2006 |
| ----------------------------------------------------------------- | ---- | ---- | ---- | ---- | ---- | ---- |
| 284                                                               | 303  | 313  | 298  | 324  | 341  | 341  |
| Số liệu điều tra dân số tính từ năm 1962, dân số chỉ tính một lần |      |      |      |      |      |      |

## Địa điểm nổi bật
- Nhà thờ St.Leger, thế kỷ 17.
- Lâu đài thế kỷ 18.